# نیروی دریایی کویت
نیروی دریایی کویت (به عربی: القوة البحریة الکویتیة لاتین‌نویسی: Al-Quwwat Al-Bahriyah Al-Kuwaitiyah)، نیروی دریایی از نیروهای مسلح کویت است. مقر و تنها پایگاه نیروی دریایی کویت، پایگاه دریایی محمد آل احمد کویت است. نیروی دریایی کویت متشکل از بیش از ۲٬۲۰۰ افسر و پرسنل ثبت شده، (علاوه بر حدود ۵۰۰ پرسنل گارد ساحلی) است.

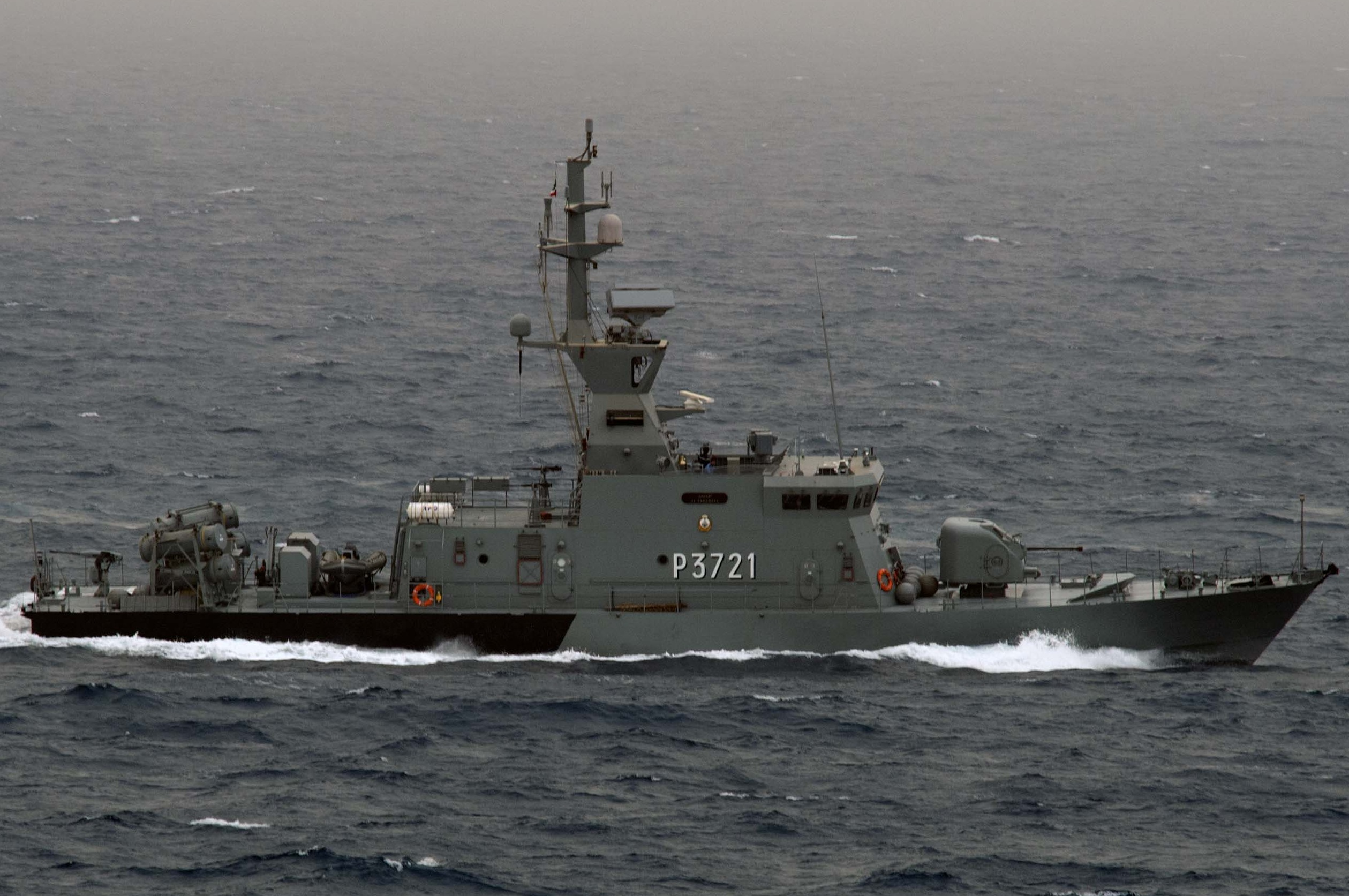
کشتی Um Al Maradim La Combattante در مه ۲۰۱۳

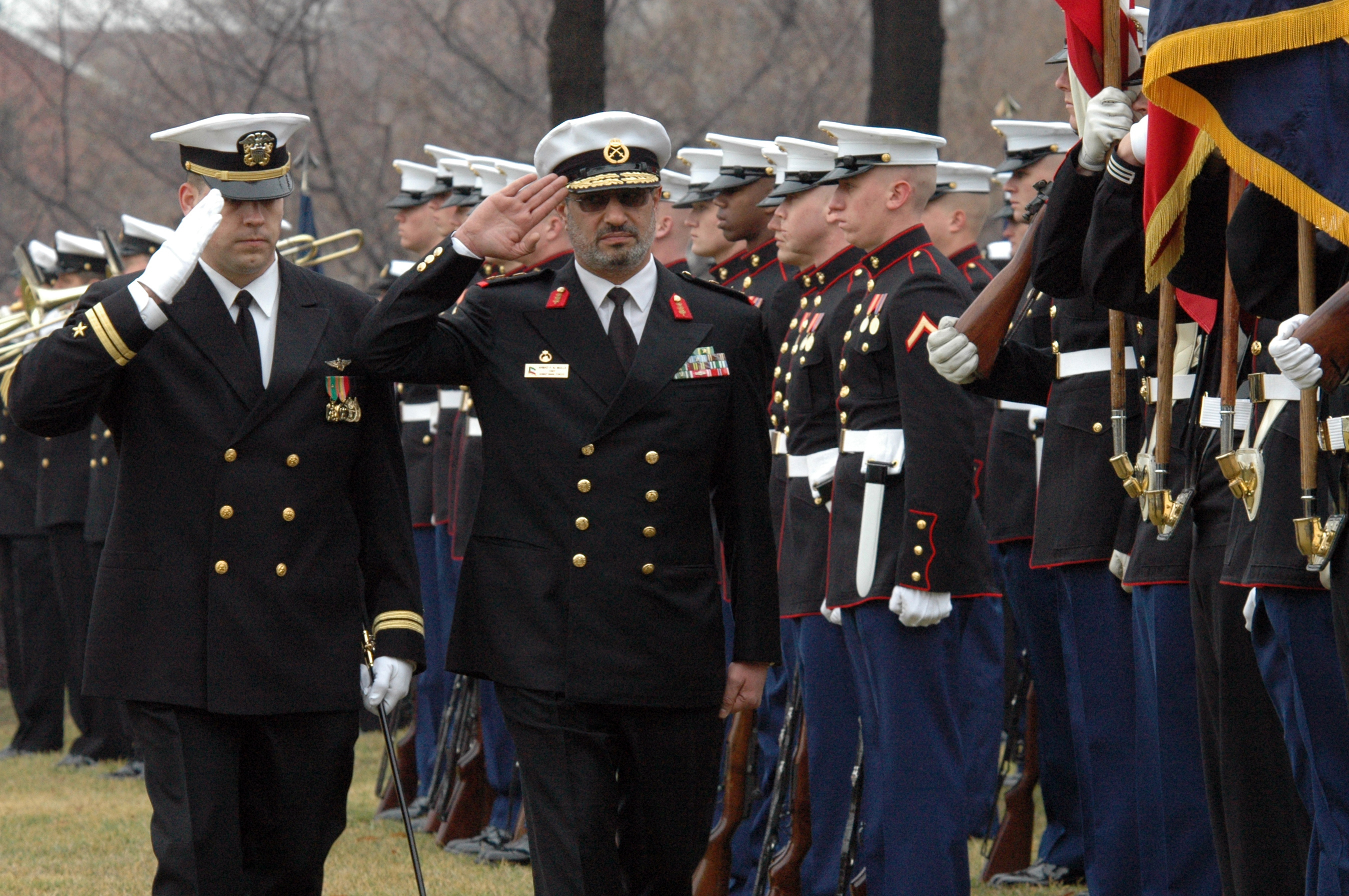
فرماندهٔ رزمی نیروی دریایی کویت، سرلشکر الملا در ۱۵ فوریه ۲۰۰۵، در مراسم استقبال در واشینگتن

## تاریخچه
نیروی دریایی کویت در سال ۱۹۶۱ تأسیس شد. در طول تهاجم به کویت و عملیات طوفان صحرا، نیروی دریایی کویت تقریباً به‌طور کامل نابود شد.

## ساختار و سازمان
- ناوهای جنگی نیروی دریایی کویت
- تفنگداران دریایی کویت
- واحدهای تکاور دریایی کویت

### قایق‌های تندروی موشک‌انداز (MFPB)
| کلاس                             | تعداد |
| استقلال (FPB-57 آلمان)           | ۱     |
| السنبوک (TNC-45 آلمان)           | ۱     |
| ام‌المرادیم (Combattante P37-BRL) | ۸     |

### کشتی‌های جنگی
| کلاس                       | تعداد |
| انتصار (OPV-310 استرالیا)  | ۴     |
| الشهید (FPB 100K)          | ۳     |
| Subahi (FPB 115)           | ۱۰    |
| شناور گشت ساحلی کثیر       | ۳     |
| ویکتوری تیم (P-46)         | ۱۶    |
| قایق گشت ساحلی             | ۵۰    |
| Mark V Craft (عملیات ویژه) | ۱۰    |

#### کشتی‌های آبی-خاکی
| کلاس                    | تعداد |
| التحدی ال‌سی‌یو           | ۲     |
| صفر (Loadmaster) ال‌سی‌یو | ۱     |
| ال‌سی‌یو (ST Marine)      | ۱     |
| صفار (L 6401)           | ۲     |
| سبحان (L 4201)          | ۱     |
| Sea Keeper              | ۵     |
| هواناو مارک ۵           | ۲     |

### کشتی‌های تدارکاتی
| کلاس                          | واحدها |
| سواحیل (کشتی پشتیبانی Dorrar) | ۱      |
| ناتیلوس (Swiftship 176) SDV   | ۲      |